# MSZ Asdód
A MSZ Asdód (héber betűkkel מועדון ספורט אשדוד Moadon Sport Asdod, angolul: Sport Club Ashdod) egy izraeli labdarúgócsapat, amely az első osztályban szerepel.

## Jelenlegi keret
2017. június 11. szerint
| #  |     | Poszt | Név                                 |
| -- | --- | ----- | ----------------------------------- |
| 1  | ISR | K     | Yarden Krishtul                     |
| 2  | CRO | V     | Karlo Bručić                        |
| 4  | ISR | V     | Hatem Abd Elhamed                   |
| 5  | ISR | V     | Nir Bardea                          |
| 6  | EST | KP    | Stanislav Goldberg                  |
| 7  | ISR | CS    | Hen Azriel                          |
| 8  | ISR | KP    | Gadi Kinda                          |
| 9  | ANG | CS    | Dolly Menga (kölcsönben a Bragától) |
| 10 | BRA | CS    | Lúcio Maranhão                      |
| 11 | ISR | KP    | Roei Beckel                         |
| 12 | ISR | KP    | Manamto Asefa                       |
| 14 | ISR | CS    | Dean David                          |
| 15 | ISR | V     | Tom Ben Zaken                       |

| #  |     | Poszt | Név               |
| -- | --- | ----- | ----------------- |
| 17 | ISR | KP    | Tom Mond          |
| 18 | ISR | CS    | Bentzi Moshel     |
| 19 | ISR | KP    | Dan Bitton        |
| 22 | ISR | K     | Yoav Jarafi       |
| 24 | ISR | KP    | Ido Davidov       |
| 25 | RUS | KP    | Georgi Batyayev   |
| 77 | ISR | KP    | Moshe Ohayon      |
| 90 | BRA | KP    | Wigor             |
|    | ISR | V     | Ohad Rabinovic    |
|    | ISR | KP    | Yuval Jakobovich  |
|    | ISR | CS    | Aviv Solomon      |
|    | BRA | CS    | Mauricio Cordeiro |
|    | BRA | KP    | Adilson Bahia     |

## Eredményei
- Izraeli bajnokság
  - Bronzérmes (1): 2004–05

## Menedzserek
- Yossi Mizrahi (2004, 2008–2010)
- John Gregory (2010;–2011)
- Yossi Mizrahi (2011–2013)
- Nir Klinger (2013–2015)
- Eyal Lahman (2015)
- Ronny Awat (2015–2017)
- Ran Ben Shimon (2017)
- Reuven Atar (2017)